# Ursäkta handsken
Ursäkta handsken var en Karl Gerhard-revy som spelades i Stockholm 1961 i produktion av Knäppupp AB. Revyn blev Karl Gerhards sista helaftonsrevy. Texterna skrevs av Karl Gerhard, Hans Alfredson, Tage Danielsson och Dix Dennie. Musikinslagen i revyn var skrivna av Irving Berlin, Kai Stighammar (det vill säga Karl Gerhard själv) med flera. För regin svarade Tage Danielsson, Yngve Gamlin gjorde dekoren, Holger Reenberg stod för koreografin och Erik Johnsson var kapellmästare.
Ursäkta handsken spelades på Knäppupps hemmascen Idéonteatern vid Brunkebergstorg i Stockholm 17 april—5 november 1961.
Medverkande var Muriel Ali, Birgitta Andersson, Lena Dahlman, Guy de la Berg, Göthe Ericsson, Karl Gerhard, Stig Grybe, Birgitta Grünwald, Cilla Ingvar, Stickan Johansson, Ludde Juberg, Lill Lindfors, Sune Mangs, Dagmar Olsson, Katie Rolfsen, Bo Samuelsson med flera.